# التسلسل الزمني جائحة فيروس كورونا من نوفمبر 2020 إلى ديسمبر 2020
توثق هذه المقالة التسلسل الزمني وعلم الأوبئة لفيروس كورونا في نوفمبر 2020، الفيروس المسبب لمرض فيروس كورونا 2019 (مرض فيروس كورونا 2019) والمسؤول عن جائحة فيروس كورونا 2019–20 . تم تحديد أول حالات إصابة بشرية بـ كوفيد-19 في ووهان، الصين، في ديسمبر 2019.

## التسلسل الزمني للجائحة

### 1 نوفمبر
- أبلغت ماليزيا عن 957 حالة، ليصل العدد الإجمالي إلى 32505 حالة. تم استرداد 972، ليصل إجمالي عدد عمليات الاسترداد إلى 22،220. لا يزال عدد الوفيات 97. هناك 10036 حالة نشطة، منها 97 حالة في العناية المركزة و 27 حالة في العناية المركزة.[1]
- أبلغت نيوزيلندا عن حالتين جديدتين، ليصل العدد الإجمالي للحالات إلى 1959 (1603 حالة مؤكدة و 356 محتملة). لا يزال عدد حالات الشفاء 1857 بينما لا يزال عدد الوفيات 25. هناك 77 حالة نشطة.[2]
- أبلغت سنغافورة عن أربع حالات جديدة تم استيرادها جميعاً، ليصل العدد الإجمالي إلى 58،019. تم تفريغ 11، ليصل إجمالي عدد المستردات إلى 57924. لا يزال عدد الوفيات عند 28.[3]
- أبلغت أوكرانيا عن 7959 حالة إصابة يومية جديدة و 110 حالات وفاة يومية جديدة، وبذلك يصل العدد الإجمالي إلى 395.440 و 7306 على التوالي، وقد تعافى اجمالى 161.441 مريضاً.[4]

### 2 نوفمبر
- أبلغت ماليزيا عن 834 حالة جديدة، ليصل العدد الإجمالي للحالات إلى 33339 حالة. تعافى 900 شخص، ليصل العدد الإجمالي لعمليات الاسترداد إلى 23120. تم الإبلاغ عن حالتي وفاة، ليرتفع عدد الوفيات إلى 251. هناك 9،968 حالة نشطة، منها 91 في العناية المركزة و 32 في دعم جهاز التنفس الصناعي.[5]
- أبلغت نيوزيلندا عن أربع حالات جديدة، مما رفع العدد الإجمالي للحالات إلى 1963 (1،607 مؤكدة و 356 محتملة). لا يزال عدد حالات الشفاء 1857 بينما لا يزال عدد الوفيات 25. هناك 77 حالة نشطة.[6]
- أبلغت سنغافورة عن حالة واحدة مستوردة جديدة، ليصل الإجمالي إلى 58.020 حالة.[7] بقي العدد الإجمالي لعمليات الاسترداد عند 57924 بينما ظل عدد الوفيات عند 28.[8]
- أبلغت أوكرانيا عن 6754 إصابة يومية جديدة و 69 حالة وفاة يومية جديدة، وبذلك يصل العدد الإجمالي إلى 402194 و 7375 على التوالي، وقد تعافى إجمالي 163768 مريضاً.[9]

### 3 نوفمبر
- أبلغت ماليزيا عن 1054 حالة جديدة، ليصل العدد الإجمالي إلى 34393 حالة. تم استرداد 875، ليصل العدد الإجمالي لعمليات الاسترداد إلى 23995. توفي 12 شخصا، ليرتفع عدد الوفيات إلى 263. هناك 10135 حالة نشطة، 94 منها في العناية المركزة و 32 في دعم جهاز التنفس الصناعي.[10]
- أبلغت نيوزيلندا عن خمس حالات جديدة، مما رفع العدد الإجمالي للحالات إلى 1968 (1612 حالة مؤكدة و 356 محتملة). تعافى 11 شخصًا، ليصل إجمالي عدد حالات الشفاء إلى 1868. لا يزال عدد الوفيات 25 حالة وهناك 75 حالة نشطة.[11]
- أبلغت سنغافورة عن تسع حالات جديدة، ليصل العدد الإجمالي إلى 58.029. تم تسريح 13 شخصًا، ليصل إجمالي عدد حالات الشفاء إلى 57937. لا يزال عدد الوفيات عند 28.[12]
- سجلت أوكرانيا ارتفاعاً قياسياً في 8899 حالة إصابة يومية جديدة و 157 حالة وفاة يومية جديدة، ليصل العدد الإجمالي إلى 411.093 و 7532 حالة على التوالي، وقد شفي ما مجموعه 168،868 مريضاً.[13]
- أبلغت مقاطعة أونتاريو عن 1050 حالة إصابة جديدة بـ كوفيد-19.[14]

### 4 نوفمبر
- أبلغت ماليزيا عن 1032 حالة جديدة، ليصل المجموع إلى 35425 حالة. تم استرداد 820، ليصل العدد الإجمالي لعمليات الاسترداد إلى 24815. وقتل ثمانية أشخاص ليرتفع عدد الوفيات إلى 271. هناك 10339 حالة نشطة، 82 في العناية المركزة و 27 في دعم جهاز التنفس الصناعي.[15]
- أبلغت نيوزيلندا عن ثلاث حالات جديدة، مما رفع العدد الإجمالي للحالات إلى 1971 (1615 حالة مؤكدة و 356 محتملة). تعافى خمسة أشخاص، ليرتفع العدد الإجمالي لحالات الشفاء إلى 1873. لا يزال عدد الوفيات 25 حالة وهناك 73 حالة نشطة.[16]
- أبلغت سنغافورة عن سبع حالات جديدة، ليصل العدد الإجمالي إلى 58.036. تعافى شخص واحد، ليصل العدد الإجمالي لعمليات الاسترداد إلى 57938. لا يزال عدد الوفيات عند 28.[17]
- سجلت أوكرانيا رقماً قياسياً يبلغ 9524 حالة يومية جديدة وسجلت 199 حالة وفاة يومية جديدة، ليصل العدد الإجمالي إلى 420617 و 7731 على التوالي وقد تعافى اجمالى 176404 مرضى.[18]

### 5 نوفمبر
- أبلغت ماليزيا عن 1009 حالة جديدة، ليصل العدد الإجمالي إلى 36434 حالة. تم استرداد 839، ليصل العدد الإجمالي لعمليات الاسترداد إلى 25654. ولقي ستة أشخاص حتفهم ليرتفع عدد الوفيات إلى 277. هناك 10503 حالة نشطة، 78 منها في العناية المركزة و 28 في دعم التنفس الصناعي.[19]
- أبلغت نيوزيلندا عن حالتين جديدتين، ليصل العدد الإجمالي إلى 1973 (1617 مؤكدًا و 356 محتملاً). تعافى ثمانية أشخاص، ليصل إجمالي عدد حالات الشفاء إلى 1881. هناك 67 حالة نشطة (حالتان في المجتمع و 65 حالة مستوردة). لا يزال عدد الوفيات 25.[20]
- أبلغت سنغافورة عن سبع حالات جديدة، ليصل العدد الإجمالي إلى 58.043.[21] تم تفريغ 11، ليصل العدد الإجمالي لعمليات الاسترداد إلى 57949. لا يزال عدد الوفيات عند 28.[22]
- أبلغت أوكرانيا عن تسجيل 9850 حالة يومية جديدة و 193 حالة وفاة يومية جديدة، وبذلك يصل العدد الإجمالي إلى 430467 و 7924 على التوالي، تعافى اجمالى 184.782 مريضاًً[23]

### 6 نوفمبر
- أبلغت ماليزيا عن 1755 حالة جديدة، ليصل العدد الإجمالي إلى 38189 حالة. هناك 726 حالة استرداد جديدة، وبذلك يصل العدد الإجمالي للمتعافين إلى 26380. تم الإبلاغ عن حالتي وفاة جديدتين، ليرتفع عدد الوفيات إلى 279. هناك 11530 حالة نشطة، 83 منها في العناية المركزة و 32 حالة في العناية المركزة.[24]
- أبلغت نيوزيلندا عن حالة واحدة جديدة في عزلة مُدارة، وبذلك يصل العدد الإجمالي إلى 1،974 (1،618 مؤكدًا و 356 محتملًا). تعافى 24 شخصًا، ليصل إجمالي عدد حالات الشفاء إلى 1905. هناك 44 حالة نشطة (حالتان في المجتمع و 42 حالة مستوردة). لا يزال عدد الوفيات 25.[25] في وقت لاحق من ذلك اليوم، تم الإبلاغ عن انتقال مجتمعي جديد (عامل عزل مُدار) في أوكلاند.[26]
- أبلغت سنغافورة عن أربع حالات جديدة تم استيرادها جميعاً، ليصل العدد الإجمالي إلى 58.047.[27] تعافى عشرة أشخاص، ليصل إجمالي عدد حالات الشفاء إلى 57959. لا يزال عدد الوفيات عند 28.[28]
- أبلغت أوكرانيا عن 9721 حالة يومية جديدة وسجلت 201 حالة وفاة يومية جديدة، ليصل العدد الإجمالي إلى 440188 و 8125 على التوالي، وقد شفي ما مجموعه 195،544 مريضاًً.[29]

### 7 نوفمبر
- أبلغت ماليزيا عن 1168 حالة جديدة، ليصل المجموع إلى 39357 حالة. تم استرداد 1029، ليصل إجمالي عدد عمليات الاسترداد إلى 27409. تم الإبلاغ عن ثلاث وفيات، ليرتفع عدد الوفيات إلى 282. هناك 11666 حالة نشطة، 87 منها في العناية المركزة و 32 في دعم جهاز التنفس الصناعي.[30]
- أبلغت نيوزيلندا عن حالتين جديدتين، ليصل العدد الإجمالي إلى 1،976 (1620 مؤكد و 356 محتمل). وقد تعافت ثلاث منها، ليصل العدد الإجمالي لعمليات الاسترداد إلى 1908. هناك 43 حالة نشطة (40 على الحدود واثنتان في العزل المدار). لا يزال عدد الوفيات 25.[31]
- أبلغت سنغافورة عن سبع حالات جديدة تم استيرادها جميعاً، ليصل العدد الإجمالي إلى 58.054. تعافى تسعة أشخاص، ليصل إجمالي عدد حالات الشفاء إلى 57968. لا يزال عدد الوفيات عند 28.[32]
- سجلت أوكرانيا رقما قياسيا قدره 10746 حالة إصابة يومية جديدة و 187 حالة وفاة يومية جديدة، وبذلك يصل العدد الإجمالي إلى 450934 و 8312 على التوالي، وقد تعافى اجمالى 204229 مريضاً.[33]
- أبلغت مقاطعة أونتاريو الكندية عن 1132 حالة إصابة جديدة بـ كوفيد-19.[34]

### 8 نوفمبر
- أبلغت ماليزيا عن 852 حالة جديدة، ليصل العدد الإجمالي إلى 40209 حالة. تم استرداد 825، ليصل إجمالي عدد عمليات الاسترداد إلى 28234. تم الإبلاغ عن أربع وفيات، ليرتفع عدد الوفيات إلى 286. هناك 11689 حالة نشطة، منها 94 حالة في العناية المركزة و 32 حالة في العناية المركزة.[35]
- أبلغت نيوزيلندا عن ست حالات جديدة، ليصل العدد الإجمالي إلى 982 حالة. تعافى شخص واحد، ليصل إجمالي عدد حالات الشفاء إلى 1909. هناك 48 حالة نشطة (أربعة حالات انتقال مجتمعية و 44 حالة في عزلة مُدارة). لا يزال عدد الوفيات 25.[36]
- أبلغت سنغافورة عن حالتين جديدتين (كلاهما مستورد)، ليصل الإجمالي إلى 58.056. وقد تعافت سبع منها، ليصل العدد الإجمالي لعمليات الاسترداد إلى 57975. لا يزال عدد الوفيات عند 28.[37]
- أبلغت أوكرانيا عن 9397 حالة إصابة يومية جديدة و 138 حالة وفاة يومية جديدة، وبذلك يصل العدد الإجمالي إلى 460331 و 8450 على التوالي، وقد تعافى اجمالى 206.866 مريضاً.[38]
- أبلغت جامعة جونز هوبكنز عن أكثر من 50 مليون حالة إصابة بفيروس كورونا و 1.25 مليون حالة وفاة على مستوى العالم.[39]
- سجلت مقاطعة أونتاريو الكندية رقمًا قياسياً جديداً بلغ 1328 حالة.[40]

### 9 نوفمبر
- أبلغت ساموا الأمريكية عن أول ثلاث حالات مؤكدة من سفينة حاويات فيسكو الكولد .[41]
- أبلغت ماليزيا عن 972 حالة نشطة، ليصل العدد الإجمالي إلى 41181 حالة. وتم تعافي 1345، ليصل العدد الإجمالي للمتعافين إلى 29579. تم الإبلاغ عن ثماني وفيات، ليرتفع عدد الوفيات إلى 294. هناك 11308 حالة نشطة مع 86 حالة في العناية المركزة و 31 في دعم جهاز التنفس الصناعي.[42]
- أبلغت نيوزيلندا عن أربع حالات جديدة (جميعها في عزلة مُدارة)، وبذلك يصل العدد الإجمالي إلى 1،986 (1،630 حالة مؤكدة و 356 محتملة). تعافى شخص واحد، ليصل إجمالي عدد حالات الشفاء إلى 910 1. هناك 51 حالة نشطة (47 حالة في عزلة مُدارة وأربع حالات انتقال مجتمعية) بينما لا يزال عدد الوفيات 25 حالة.[43]
- أبلغت سنغافورة عن ثماني حالات جديدة (جميعها واردة)، ليصل العدد الإجمالي إلى 58.064. وقد تعافت ستة منها، ليصل العدد الإجمالي لعمليات الاسترداد إلى 57981. لا يزال عدد الوفيات عند 28.[44]
- أبلغت أوكرانيا عن 8687 حالة إصابة يومية جديدة و 115 حالة وفاة يومية جديدة، ليصل العدد الإجمالي إلى 469018 و 8565 على التوالي، وقد تعافى ما مجموعه 209143 مريضاً.[45]
- الولايات المتحدة تتجاوز 10 ملايين حالة كوفيد-19.[46]

### 10 نوفمبر
- أبلغت ماليزيا عن 869 حالة جديدة، ليصل المجموع إلى 42،050 حالة. تم استرداد 725، ليصل العدد الإجمالي لعمليات الاسترداد إلى 30304. ولقي ستة حتفهم ليرتفع عدد الوفيات إلى 300. هناك 11446 حالة نشطة، 82 منها في العناية المركزة و 27 في دعم جهاز التنفس الصناعي.[47]
- أبلغت نيوزيلندا عن حالة واحدة جديدة في عزلة مُدارة، وبذلك وصل العدد الإجمالي إلى 1،987 (تم تأكيد 1،631 و 356 محتمل). لا يزال عدد حالات الشفاء 1910 بينما لا يزال عدد الوفيات 25. هناك 52 حالة نشطة (48 حالة في عزلة مُدارة وأربع حالات انتقال مجتمعية).[48]
- أبلغت سنغافورة عن تسع حالات جديدة، ليصل العدد الإجمالي إلى 58.073.[49] تعافى أربعة أشخاص، ليصل إجمالي عدد حالات الشفاء إلى 57985. لا يزال عدد الوفيات عند 28.[50]
- أبلغت أوكرانيا عن 10179 حالة يومية جديدة و 191 حالة وفاة يومية جديدة، وبذلك يصل العدد الإجمالي إلى 479197 و 8756 على التوالي، وقد شفي ما مجموعه 214،657 مريضاً.[51]
- أبلغت مقاطعة أونتاريو الكندية عن 1388 حالة جديدة.[52]

### 11 نوفمبر
- أبلغت مقاطعة أونتاريو الكندية عن 1426 حالة جديدة، مما أدى إلى ارتفاع يومي جديد.[53]
- إيطاليا تتخطى مليون حالة إصابة بفيروس كوفيد -19.[54]
- أبلغت ماليزيا عن 822 حالة جديدة، ليصل العدد الإجمالي للحالات إلى 42872. تم استرداد 769، ليصل إجمالي عدد المسترجعين إلى 31،073. تم الإبلاغ عن حالتي وفاة، ليرتفع عدد الوفيات إلى 302. هناك 11497 حالة نشطة، منها 86 حالة في العناية المركزة و 30 حالة في العناية المركزة.[55]
- أبلغت نيوزيلندا عن حالة واحدة جديدة في عزلة مُدارة، وبذلك يصل العدد الإجمالي إلى 1،988 (تم تأكيد 1،632 و 356 محتمل). تعافى شخص واحد، ليصل إجمالي عدد حالات الشفاء إلى 1911. لا يزال عدد الوفيات 25. هناك 52 حالة نشطة (48 حالة في عزلة مُدارة وأربع حالات انتقال مجتمعية).[56]
- أبلغت سنغافورة عن 18 حالة جديدة (جميعها واردة)، ليصل العدد الإجمالي إلى 58.091. وقد تم تفريغ خمسة، مما رفع العدد الإجمالي للمتعافين إلى 57990. لا يزال عدد الوفيات عند 28.[57]
- أبلغت أوكرانيا عن 10611 حالة إصابة يومية جديدة و 191 حالة وفاة يومية جديدة، وبذلك يصل العدد الإجمالي إلى 489808 و 8947 على التوالي، وقد تعافى اجمالى 221459 مريضاً.[58]
- وأكدت فانواتو أول حالة بدون أعراض ناتجة عن رجل سافر إلى الجزر من الولايات المتحدة عبر سيدني وأوكلاند.[59]
- وأكدت منغوليا أول حالة انتقال محلية لها.[60]

### 12 نوفمبر
- أبلغت مقاطعة أونتاريو الكندية عن 1575 حالة جديدة، وهو ارتفاع جديد للحالات اليومية.[61]
- أبلغت ماليزيا عن 919 حالة جديدة، ليصل العدد الإجمالي إلى 43791 حالة. تم استرداد 996، ليصل العدد الإجمالي للمتعافين إلى 32.069. تم الإبلاغ عن حالة وفاة واحدة، ليرتفع عدد الوفيات إلى 303. هناك 11419 حالة نشطة، 92 منها على دعم التنفس الصناعي و 35 حالة في العناية المركزة.[62]
- أبلغت نيوزيلندا عن ثلاث حالات جديدة (حالتان مجتمعتان وواحدة في حالة عزل مُدار)، وبذلك يصل العدد الإجمالي إلى 1991 (تم تأكيد 1635 و 356 محتملاً) تعافى شخصان، ليصل العدد الإجمالي للشفاء إلى 1913. لا يزال عدد الوفيات 25. هناك 53 حالة نشطة (47 حالة في حالة عزل مُدار وستة على الحدود).[63]
- أبلغت سنغافورة عن 11 حالة جديدة (جميعها واردة)، ليصل العدد الإجمالي إلى 58102 حالة. تم تفريغ 12، ليصل العدد الإجمالي لعمليات الاسترداد إلى 58002. لا يزال عدد الوفيات عند 28.[64]
- أبلغت أوكرانيا عن تسجيل 11057 حالة يومية جديدة و 198 حالة وفاة يومية جديدة، وبذلك يصل العدد الإجمالي إلى 500865 و 9145 على التوالي، وقد تعافى اجمالى 227694 مريضاً.[65]
- أبلغت المملكة المتحدة عن 33470 حالة إصابة جديدة بكوفيد -19، وهو ارتفاع يومي جديد.[66]

### 13 نوفمبر
- أبلغت ماليزيا عن 1304 حالات جديدة، وبذلك يصل المجموع إلى 45.095 حالة. وتعافى 900 شخص، ليصل العدد الإجمالي للمتعافين إلى 32969. تم الإبلاغ عن حالة وفاة واحدة، ليرتفع عدد الوفيات إلى 304. هناك 11822 حالة نشطة، 96 منها في العناية المركزة و 39 في دعم جهاز التنفس الصناعي.[67]
- أبلغت نيوزيلندا عن أربع حالات جديدة، ليرتفع العدد الإجمالي إلى 1995 (1639 مؤكدة و 356 محتملة). تعافى أربعة أشخاص، ليصل العدد الإجمالي للشفاء إلى 1917. لا يزال عدد الوفيات 25. هناك 53 حالة نشطة (48 حالة في عزلة مُدارة وخمسة حالات انتقال مجتمعية).[68]
- أبلغت سنغافورة عن 12 حالة جديدة (جميعها واردة)، ليصل العدد الإجمالي إلى 58114. تعافى ستة أشخاص، ليصل إجمالي عدد حالات الشفاء إلى 58008. لا يزال عدد الوفيات عند 28.[69]
- سجلت أوكرانيا تسجيل 11787 إصابة يومية جديدة و 172 حالة وفاة يومية جديدة، وبذلك يصل العدد الإجمالي إلى 512652 و 9317 على التوالي، وقد تعافى اجمالى 233.849 مريضاً.[70]

### 14 نوفمبر
- سجلت مقاطعة أونتاريو الكندية 1581 حالة جديدة، وهو رقم قياسي آخر.[71]
- أبلغت ماليزيا عن 1114 حالة جديدة، ليصل العدد الإجمالي إلى 46209 حالة. تم استرداد 803، ليصل إجمالي عدد عمليات الاسترداد إلى 33772. تم الإبلاغ عن حالتي وفاة جديدتين، ليرتفع عدد الوفيات إلى 306. هناك 12131 حالة نشطة، منها 103 في العناية المركزة و 43 في دعم جهاز التنفس الصناعي.[72]
- المكسيك تتجاوز مليون حالة.[73]
- أبلغت نيوزيلندا عن ثلاث حالات جديدة في العزل المُدار، ليصل العدد الإجمالي إلى 1998 (تم تأكيد 1642 و 356 محتملاً). تعافى شخص واحد، ليصل العدد الإجمالي للمتعافين إلى 1918. لا يزال عدد الوفيات 25. هناك 55 حالة نشطة (51 في عزلة مُدارة وأربع حالات انتقال مجتمعية).[74]
- أبلغت سنغافورة عن حالتين جديدتين (كلاهما مستورد)، وبذلك يصل المجموع إلى 58116. تم تصريف 11 حالة، ليصل إجمالي عدد المستردات إلى 58،019. لا يزال عدد الوفيات عند 28.[75]
- أبلغت أوكرانيا عن تسجيل 12524 حالة يومية جديدة و 191 حالة وفاة يومية جديدة، وبذلك يصل العدد الإجمالي إلى 525176 و 9508 على التوالي ، وقد تعافى اجمالى 23811 مريضاً.[76]

### 15 نوفمبر
- أبلغت ماليزيا عن 469 حالة، ليصل العدد الإجمالي إلى 47417 حالة. تم استرداد 1013، ليصل إجمالي عدد عمليات الاسترداد إلى 34785. وسُجلت ثلاث وفيات ليرتفع عدد الوفيات إلى 309. هناك 12323 حالة نشطة، منها 104 في العناية المركزة و 42 في دعم جهاز التنفس الصناعي.[77]
- أبلغت نيوزيلندا عن ثلاث حالات جديدة، ليصل العدد الإجمالي إلى 2001 (1645 حالة مؤكدة و 356 محتملة). ولا يزال عدد الشفاء 1918 بينما لا يزال عدد الوفيات 25. هناك 58 حالة نشطة (53 في عزلة مُدارة وخمسة حالات انتقال مجتمعية).[78]
- أبلغت سنغافورة عن ثلاث حالات جديدة (جميعها واردة)، ليصل العدد الإجمالي إلى 58119. تعافى عشرة أشخاص، ليصل إجمالي عدد حالات الشفاء إلى 58.029. لا يزال عدد الوفيات عند 28.[79]
- أبلغت أوكرانيا عن 10681 حالة إصابة يومية جديدة و 95 حالة وفاة يومية جديدة، وبذلك يصل العدد الإجمالي إلى 535857 و 9603 على التوالي ، تعافى اجمالى 241444 مريضاً.[80]
- الولايات المتحدة الأمريكية تتجاوز 11 مليون حالة.[81]

### 16 نوفمبر
- كندا تتجاوز 300 ألف حالة إصابة مؤكدة بكوفيد -19.[82]
- أبلغت ماليزيا عن 1103 حالات جديدة، ليصل المجموع إلى 48520. تم استرداد 821، ليصل العدد الإجمالي لعمليات الاسترداد إلى 35606. ولقي أربعة حتفهم ليرتفع عدد الوفيات إلى 313. هناك 12601 حالة نشطة، منها 102 في العناية المركزة و 39 في دعم جهاز التنفس الصناعي.[83]
- أبلغت نيوزيلندا عن حالة جديدة في العزل المُدار بينما تمت إعادة تصنيف حالة إيجابية سابقة على أنها قيد التحقيق، ليصل المجموع إلى 2001 (تم تأكيد 1646 و 356 محتملاً). ولا يزال عدد الشفاء 1918 بينما لا يزال عدد الوفيات 25. هناك 58 حالة نشطة (53 في عزلة مُدارة وخمسة حالات انتقال مجتمعية).[84]
- أبلغت سنغافورة عن خمس حالات جديدة (جميعها واردة)، ليصل المجموع إلى 58124. وتم تفريغ أربعة منها، وبذلك يصل العدد الإجمالي لعمليات الاسترداد إلى 58.033. لا يزال عدد الوفيات عند 28.[85]
- أبلغت أوكرانيا عن 9832 حالة يومية جديدة و 94 حالة وفاة يومية جديدة، وبذلك يصل العدد الإجمالي إلى 545.689 و 9697 على التوالي ، وقد تعافى اجمالى 244197 مريضاً.[86]

### 17 نوفمبر
- أبلغت ماليزيا عن 1210 حالات جديدة، ليصل العدد الإجمالي إلى 49730. تم استرداد 1018، ليصل إجمالي عدد عمليات الاسترداد إلى 36624. تم الإبلاغ عن خمس وفيات، ليرتفع عدد الوفيات إلى 318. هناك 12788 حالة نشطة، 105 منها في العناية المركزة و 40 في دعم جهاز التنفس الصناعي.[87]
- أبلغت نيوزيلندا عن أربع حالات جديدة في العزل المُدار، ليصل العدد الإجمالي إلى 2،005 (1649 مؤكدًا و 356 محتملاً). تعافى شخص واحد، ليصل العدد الإجمالي للمتعافين إلى 1919. لا يزال عدد الوفيات 25. هناك 67 حالة نشطة (57 في عزلة مُدارة وأربع حالات انتقال مجتمعية).[88]
- أبلغت سنغافورة عن ست حالات جديدة (جميعها واردة)، ليصل الإجمالي إلى 58130. تعافى ستة أشخاص، ليصل إجمالي عدد حالات الشفاء إلى 58.039. لا يزال عدد الوفيات عند 28.[89]
- أبلغت أوكرانيا عن 11،968 حالة إصابة يومية جديدة و 159 حالة وفاة يومية جديدة، ليصل العدد الإجمالي إلى 557657 و 9856 على التوالي ، وقد تعافى اجمالى 250،983 مريضاً.[90]
- فرنسا تتجاوز مليوني حالة كوفيد-19.[91][92]

### 18 نوفمبر
- أبلغت ماليزيا عن 660 حالة نشطة، ليصل العدد الإجمالي إلى 50390 حالة. تم استرداد 630 شخصًا، ليصل إجمالي عدد الذين تم استردادهم إلى 37254. ولقي أربعة حتفهم ليرتفع عدد الوفيات إلى 322. هناك 12814 حالة نشطة، منها 103 في العناية المركزة و 41 في دعم جهاز التنفس الصناعي.[93]
- أبلغت نيوزيلندا عن ثلاث حالات في عزلة مُدارة، وبذلك يصل العدد الإجمالي إلى 2،008 (تم تأكيد 1،652 و 356 محتمل). ولا يزال عدد الشفاء 1919 بينما لا يزال عدد الوفيات 25. هناك 64 حالة نشطة (60 حالة في عزلة مُدارة وأربع حالات انتقال مجتمعية).[94]
- أبلغت سنغافورة عن خمس حالات جديدة (جميعها واردة)، ليصل العدد الإجمالي إلى 58135. وتم تفريغ سبعة، ليصل العدد الإجمالي للمتعافين إلى 58.046. لا يزال عدد الوفيات عند 28.[95]
- أبلغت أوكرانيا عن 12496 حالة يومية جديدة وسجلت 256 حالة وفاة يومية جديدة، ليصل العدد الإجمالي إلى 570153 و 10112 على التوالي ، وقد تعافى إجمالي 259079 مريضاً.[96]
- أبلغت الولايات المتحدة عن ما مجموعه 250180 حالة وفاة ناجمة عن كوفيد-19.[97]

### 19 نوفمبر
- الهند تتجاوز 9 ملايين حالة كوفيد-19.[98]
- روسيا تتخطى مليوني حالة إصابة بفيروس كوفيد -19.[99]
- أبلغت ماليزيا عن 1290 حالة جديدة، ليصل العدد الإجمالي إلى 51680 حالة. تم استرداد 878، ليصل إجمالي عدد عمليات الاسترداد إلى 38132. وأفيد عن أربع وفيات ليرتفع عدد الوفيات إلى 326. هناك 13222 حالة نشطة، 110 منها في العناية المركزة و 37 في دعم جهاز التنفس الصناعي.[100]
- أبلغت نيوزيلندا عن حالتين جديدتين في العزل المُدار، ليصل العدد الإجمالي إلى 2010 حالة (1654 حالة مؤكدة و 356 حالة محتملة). تم استرداد 29 منها، ليصل العدد الإجمالي لمن تم استردادهم إلى 1،948. لا يزال عدد الوفيات 25. هناك 37 حالة نشطة (أربعة انتقالات مجتمعية و 33 في عزلة مُدارة).[101]
- أبلغت ساموا عن أول حالة لها في عزلة مُدارة.[102]
- أبلغت سنغافورة عن أربع حالات جديدة (جميعها واردة)، ليصل العدد الإجمالي إلى 58139.[103] بالإضافة إلى ذلك، يتم حالياً التحقيق في حالة من الخارج لم تظهر عليها أي أعراض. وتم تفريغ ستة منهم، وبذلك يصل العدد الإجمالي للمتعافين إلى 58.052. لا يزال عدد الوفيات عند 28.[104]
- سجلت أوكرانيا 13357 حالة إصابة يومية جديدة وسجلت 257 حالة وفاة يومية جديدة، ليصل العدد الإجمالي إلى 583.510 و 10369 على التوالي ، وقد تعافى اجمالى 266479 مريضاً.[105]

### 20 نوفمبر
- البرازيل تتجاوز 6 ملايين حالة إيجابية من كوفيد-19.[106]
- أبلغت ماليزيا عن 958 حالة جديدة، ليصل العدد الإجمالي إلى 52638 حالة. تم استرداد 956، ليصل إجمالي عدد الذين تم استردادهم إلى 39،088. ولقي ثلاثة حتفهم ليرتفع عدد الوفيات إلى 329. هناك 13221 حالة نشطة، 110 منها في العناية المركزة و 42 حالة في العناية المركزة.[107]
- أبلغت نيوزيلندا عن ثلاث حالات جديدة في العزل المُدار، مما رفع العدد الإجمالي إلى 2013 حالة (1657 حالة مؤكدة و 356 محتملة). ولا يزال عدد الشفاء 1948 بينما لا يزال عدد الوفيات 25. هناك 40 حالة نشطة (أربعة انتقالات مجتمعية و 36 حالة في عزلة الإدارة).[108]
- أبلغت سنغافورة عن أربع حالات جديدة (جميعها واردة)، ليصل العدد الإجمالي إلى 58143. تعافى ستة أشخاص، ليصل إجمالي عدد حالات الشفاء إلى 58.058. لا يزال عدد الوفيات عند 28.[109]
- سجلت أوكرانيا 14،575 حالة إصابة يومية جديدة و 229 حالة وفاة يومية جديدة، وبذلك يصل العدد الإجمالي إلى 598،085 و 10،598 على التوالي ، تعافى اجمالى 274324 مريضاً.[110]

### 21 نوفمبر
- سجلت مقاطعة أونتاريو الكندية 1588 حالة إصابة جديدة.[111]
- أبلغت ماليزيا عن 1041 حالة جديدة، ليصل العدد الإجمالي إلى 53679 حالة. هناك 1،405 عمليات استرداد جديدة، وبذلك يصل العدد الإجمالي لعمليات الاسترداد إلى 40،493. وهناك ثلاث حالات وفاة جديدة، ليرتفع عدد الوفيات إلى 332. هناك 12854 حالة نشطة، منها 108 حالة في العناية المركزة و 45 حالة في دعم جهاز التنفس الصناعي.[112]
- أبلغت نيوزيلندا عن ست حالات جديدة (انتقال مجتمعي واحد وخمس حالات في عزلة مُدارة)، وبذلك يصل العدد الإجمالي إلى 2019 (تم تأكيد 1663 و 356 محتمل) تعافى أربعة أشخاص، ليرتفع العدد الإجمالي للشفاء إلى 1952. لا يزال عدد الوفيات 25. هناك 42 حالة نشطة (35 على الحدود، 4 في المجتمع، وثلاث قيد التحقيق).[113]
- أبلغت سنغافورة عن خمس حالات جديدة (جميعها واردة)، ليصل الإجمالي إلى 58148.[114] تم تفريغ ستة منها، وبذلك يصل العدد الإجمالي لعمليات الاسترداد إلى 58.064. لا يزال عدد الوفيات عند 28.[115]
- سجلت أوكرانيا 14،580 حالة إصابة يومية جديدة و 215 حالة وفاة يومية جديدة، وبذلك يصل العدد الإجمالي إلى 612،665 و 10813 على التوالي ، وقد تعافى ما مجموعه 282313 مريضاً.[116]
- الولايات المتحدة الأمريكية تتجاوز 12 مليون حالة.[117]

### 22 نوفمبر
- أبلغت ماليزيا عن 1096 حالة جديدة، ليصل العدد الإجمالي إلى 54775. هناك 1،104 عمليات استرداد جديدة، وبذلك يصل العدد الإجمالي لعمليات الاسترداد إلى 41،597. تم الإبلاغ عن ثلاث وفيات جديدة، ليرتفع عدد الوفيات إلى 335. هناك 12843 حالة نشطة، منها 106 في العناية المركزة و 46 في دعم جهاز التنفس الصناعي.[118]
- أبلغت نيوزيلندا عن تسع حالات جديدة (جميعها في عزلة مُدارة)، ليصل العدد الإجمالي إلى 2028 (1672 مؤكدًا و 356 محتملاً). وقد تعافى شخص واحد، ليرتفع العدد الإجمالي للمتعافين إلى 1953. لا يزال عدد الوفيات 245. هناك ما مجموعه 50 حالة نشطة (35 على الحدود، وأربع في المجتمع، و 11 قيد التحقيق).[119]
- أبلغت سنغافورة عن 12 حالة جديدة (جميعها واردة)، ليصل العدد الإجمالي إلى 58160.[120] تعافى ثلاثة أشخاص، ليصل إجمالي عدد حالات الشفاء إلى 58.067. لا يزال عدد الوفيات عند 28.[121]
- أبلغت أوكرانيا عن 12079 حالة يومية جديدة و 138 حالة وفاة يومية جديدة، ليصل العدد الإجمالي إلى 624744 و 10951 على التوالي ، وقد تعافى اجمالى 286917 مريضاً.[122]

### 23 نوفمبر
- أبلغت ماليزيا عن 1،884 حالة جديدة، ليصل المجموع إلى 56659 حالة. تعافى 883، ليصل العدد الإجمالي للمتعافين إلى 42480. تم الإبلاغ عن حالتي وفاة ليرتفع عدد الوفيات إلى 337 هناك 13842 حالة نشطة، 115 منها في حالة دعم مكثف و 48 حالة في دعم التنفس الصناعي.[123]
- أبلغت نيوزيلندا عن حالتين جديدتين في العزل المُدار، ليصل المجموع إلى 2030 (1674 مؤكدًا و 356 محتملًا). لا يزال عدد حالات الشفاء 1953 بينما لا يزال عدد الوفيات 25. هناك ما مجموعه 52 حالة نشطة (45 في العزلة المُدارة وسبعة حالات انتقال مجتمعية).[124]
- أبلغت سنغافورة عن خمس حالات جديدة (جميعها واردة)، ليصل المجموع إلى 58165. وتم تفريغ أربعة منها، ليصل العدد الإجمالي للمبالغ المستردة إلى 58.071. لا يزال عدد الوفيات عند 28.[125]
- أبلغت أوكرانيا عن 10945 حالة إصابة يومية جديدة و 124 حالة وفاة يومية جديدة، وبذلك يصل العدد الإجمالي إلى 635.689 و 11.075 على التوالي ، وقد شفي 291060 مريضاً.[126]
- أبلغت مقاطعة أونتاريو الكندية عن 1589 حالة جديدة.[127]

### 24 نوفمبر
- أبلغت ماليزيا عن 2188 حالة جديدة، ليصل العدد الإجمالي إلى 58847 حالة. تم استرداد 1،673، ليصل إجمالي عدد عمليات الاسترداد إلى 44153. ولقي أربعة حتفهم ليرتفع عدد الوفيات إلى 341. هناك 14353 حالة نشطة، 112 منها في العناية المركزة و 49 في دعم جهاز التنفس الصناعي.[128]
- أبلغت نيوزيلندا رسمياً عن حالة واحدة جديدة في العزل المُدار، وبذلك يصل العدد الإجمالي إلى 2031 (تم تأكيد 1675 و 356 محتمل). لا يزال عدد حالات الشفاء 1953 بينما لا يزال عدد الوفيات 25. هناك 53 حالة نشطة (49 حالة في عزلة مُدارة وأربع حالات انتقال مجتمعية) بعد أن تم تصنيف حالة مؤكدة مسبقاً على أنها حالة تاريخية.[129] في وقت لاحق من ذلك اليوم، تم تأكيد حالة ثانية في العزل المدار.[130]
- أبلغت سنغافورة عن 18 حالة جديدة (جميعها واردة)، ليصل العدد الإجمالي إلى 58183.[131] تعافى ثمانية أشخاص، ليصل إجمالي عدد حالات الشفاء إلى 58.079. لا يزال عدد الوفيات عند 28.[132]
- أبلغت أوكرانيا عن 12287 حالة يومية جديدة و 188 حالة وفاة يومية جديدة، وبذلك يصل العدد الإجمالي إلى 647976 و 11263 على التوالي ، وقد تعافى اجمالى 299358 مريضاً.[133]

### 25 نوفمبر
- أبلغت ماليزيا عن 970 حالة نشطة، ليصل العدد الإجمالي إلى 59817 حالة. هناك 2،348 عملية استرداد، وبذلك يصل إجمالي عدد عمليات الاسترداد إلى 46،501. تم الإبلاغ عن أربع وفيات ليرتفع عدد الوفيات إلى 345. هناك 12971 حالة نشطة، منها 110 حالة في العناية المركزة و 47 حالة في العناية المركزة.[134]
- أبلغت نيوزيلندا عن ثماني حالات جديدة، ليرتفع العدد الإجمالي إلى 2039 (1683 مؤكدة و 356 محتملة). تم الإبلاغ عن استعادتين جديدتين، وبذلك يصل العدد الإجمالي لعمليات الاسترداد إلى 1955. لا يزال عدد الوفيات عند 25. هناك 59 حالة نشطة (53 حالة في العناية المركزة وستة في دعم جهاز التنفس الصناعي).[135]
- أبلغت سنغافورة عن سبع حالات جديدة (جميعها واردة)، ليصل المجموع إلى 58190.[136] تم تفريغ 12، ليصل العدد الإجمالي لعمليات الاسترداد إلى 58،091. لا يزال عدد الوفيات عند 28.[137]
- أبلغت أوكرانيا عن 13882 حالة يومية جديدة و 229 حالة وفاة يومية جديدة، وبذلك يصل العدد الإجمالي إلى 661.858 و 11492 على التوالي ، وقد تعافى اجمالى 307778 مريضاً.[138]
- أبلغت المملكة المتحدة عن 696 حالة وفاة كوفيد-19، وهو أعلى رقم يومي في المملكة المتحدة لوفيات فيروس كورونا منذ 5 مايو 2020.[139][140]

### 26 نوفمبر
- أبلغت ماليزيا عن 935 حالة جديدة، ليصل العدد الإجمالي إلى 11348. تم الإبلاغ عن 2،555 عملية استرداد، ليصل إجمالي عدد عمليات الاسترداد إلى 49،056. تم الإبلاغ عن ثلاث وفيات، ليرتفع عدد الوفيات إلى 348. هناك 60752 حالة نشطة، من بينها 110 حالة في العناية المركزة و 45 حالة في دعم جهاز التنفس الصناعي.[141]
- أبلغت نيوزيلندا عن حالة جديدة واحدة، وبذلك يصل العدد الإجمالي إلى 2040 (1،684 مؤكد و 356 محتمل). لا يزال عدد حالات الشفاء 1955 بينما لا يزال عدد الوفيات 25. هناك 60 حالة نشطة (55 حالة في عزلة مُدارة، وأربعة انتقالات مجتمعية، وواحدة قيد التحقيق).[142] في نفس اليوم، أفيد أن ستة أعضاء من فريق الكريكيت الوطني الباكستاني قد ثبتت إصابتهم بـ كوفيد-19 أثناء خضوعهم للعزل المدار في كرايستشيرش.[143]
- أبلغت سنغافورة عن خمس حالات جديدة (واحدة محولة محلياً وأربع مستوردة)، ليصل العدد الإجمالي إلى 58195.[144] تم تفريغ 13 منها، وبذلك يصل العدد الإجمالي لعمليات الاسترداد إلى 58104. لا يزال عدد الوفيات عند 28.[145]
- أبلغت أوكرانيا عن تسجيل 15331 حالة يومية جديدة و 225 حالة وفاة يومية جديدة، وبذلك يصل العدد الإجمالي إلى 677189 و 11717 على التوالي ، وقد تعافى اجمالى 317395 مريضاً.[146]
- ألمانيا تتخطى مليون حالة إصابة بفيروس كوفيد-19.[147]
- وفقاً لجامعة جونز هوبكنز، تجاوزت الإصابات بفيروس كورونا العالمي 60 مليوناً.[148]

### 27 نوفمبر
- أبلغت ماليزيا عن 1109 حالة، ليصل الإجمالي إلى 61861 حالة. تم استرداد 1،148، وبذلك يصل العدد الإجمالي لعمليات الاسترداد إلى 50،204. وهناك حالتا وفاة جديدتان ليرتفع عدد الوفيات إلى 350. هناك 11307 حالة نشطة، 113 منها في العناية المركزة و 41 في دعم جهاز التنفس الصناعي.[149]
- أبلغت نيوزيلندا عن سبع حالات جديدة، ليصل العدد الإجمالي إلى 2047 (1،691 مؤكدة و 356 محتملة). تعافى شخص واحد، وبذلك يصل العدد الإجمالي للمتعافين إلى 1956. هناك 25 حالة وفاة. هناك 66 حالة نشطة (61 في عزلة مُدارة و 5 حالات انتقال مجتمعية).[150]
- أبلغت ساموا عن حالتها الثانية في عزلة مُدارة.[151]
- أبلغت سنغافورة عن أربع حالات جديدة (جميعها مستوردة)، ليصل العدد الإجمالي إلى 58199. تعافى سبعة أشخاص، ليصل إجمالي عدد حالات الشفاء إلى 58111. لا يزال عدد الوفيات عند 28.[152]
- أبلغت أوكرانيا عن تسجيل 16218 حالة إصابة يومية جديدة و 192 حالة وفاة يومية جديدة، وبذلك يصل العدد الإجمالي إلى 693407 و 11909 على التوالي ، وقد تعافى ما مجموعه 326238 مريضاً.[153]
- أبلغت مقاطعة أونتاريو عن 1855 حالة إصابة جديدة بـ كوفيد-19، وهو رقم قياسي للحالات اليومية الجديدة.[154]
- الولايات المتحدة الأمريكية تتجاوز 13 مليون حالة كوفيد-19.[155]

### 28 نوفمبر
- أبلغت ماليزيا عن 1315 حالة جديدة، ليصل العدد الإجمالي إلى 63176 حالة. تم استرداد 1110، ليصل إجمالي عدد عمليات الاسترداد إلى 51314. ولقي أربعة أشخاص حتفهم، ليرتفع عدد الوفيات إلى 354. هناك 11508 حالة نشطة، 118 منها في العناية المركزة و 43 في دعم جهاز التنفس الصناعي.[156]
- أبلغت نيوزيلندا عن ثلاث حالات جديدة، وبذلك يصل العدد الإجمالي للحالات إلى 2050 حالة (1694 حالة مؤكدة و 356 محتملة). ولا يزال عدد الشفاء 1956 بينما لا يزال عدد الوفيات 25. هناك 69 حالة نشطة (66 على الحدود وثلاث حالات انتقال مجتمعية).[157]
- أبلغت سنغافورة عن ست حالات جديدة (واحدة محولة محلياً وخمس مستوردة)، ليصل العدد الإجمالي إلى 58205.[158] وتم تسريح ثمانية أشخاص، ليصل العدد الإجمالي أو المبالغ المستردة إلى 58119. تم تأكيد وفاة أخرى في وقت لاحق، ليرتفع عدد الوفيات إلى 29 [159]
- أبلغت أوكرانيا عن تسجيل 16294 حالة إصابة يومية جديدة و 184 حالة وفاة يومية جديدة، وبذلك يصل العدد الإجمالي إلى 709701 و 12093 على التوالي ، وقد تعافى اجمالى 335135 مريضاً.[160]

### 29 نوفمبر
- أبلغت ماليزيا عن 1309 حالات جديدة، ليصل العدد الإجمالي إلى 64485. هناك 1،333 عملية استرداد جديدة، وبذلك يصل العدد الإجمالي لعمليات الاسترداد إلى 52،647. وهناك ثلاث حالات وفاة جديدة، ليرتفع عدد الوفيات إلى 347. هناك 11481 حالة نشطة، منها 116 حالة في العناية المركزة و 42 حالة في العناية المركزة.[161]
- أبلغت نيوزيلندا عن حالة واحدة جديدة في العزل المُدار بينما تمت إضافة عضو من فريق الكريكيت الباكستاني إلى عدد الحالات النشطة، ليرتفع إجمالي عدد الحالات المؤكدة إلى 1696. وقد تعافى اثنان. هناك 69 حالة نشطة.[162]
- أبلغت سنغافورة عن ثماني حالات جديدة (واحدة محولة محلياً وسبع مستوردة)، ليصل العدد الإجمالي إلى 58213.[163] تعافى خمسة أشخاص، ليصل إجمالي عدد حالات الشفاء إلى 58124. لا يزال عدد الوفيات عند 29.[164]
- أبلغت أوكرانيا عن 12978 حالة يومية جديدة و 120 حالة وفاة يومية جديدة، وبذلك يصل العدد الإجمالي إلى 722.679 و 12213 على التوالي ، وقد تعافى اجمالى 339378 مريضاً.[165]

### 30 نوفمبر
- أبلغت ماليزيا عن 1212 حالة جديدة، وبذلك يصل العدد الإجمالي إلى 65697. وخرج 2112 مريضاً من المستشفى ليرتفع العدد الإجمالي للمتعافين إلى 54759. تم الإبلاغ عن ثلاث وفيات جديدة، ليرتفع عدد الوفيات إلى 360. هناك 10578 حالة نشطة، 113 في العناية المركزة و 42 في دعم جهاز التنفس الصناعي.[166]
- أبلغت نيوزيلندا عن أربع حالات جديدة، ليصل العدد الإجمالي إلى 2056 حالة (1700 حالة مؤكدة و 356 محتملة). تعافى شخص واحد، وبذلك يصل العدد الإجمالي للمتعافين إلى 1959. لا يزال عدد الوفيات 25. هناك 72 حالة نشطة (67 في عزلة مُدارة وخمس حالات انتقال مجتمعية).[167]
- أبلغت سنغافورة عن خمس حالات جديدة (واحدة محولة محلياً وأربع مستوردة)، ليصل العدد الإجمالي إلى 58218.[168] وتم تفريغ عشرة منها، وبذلك يصل العدد الإجمالي للمتعافين إلى 58134. لا يزال عدد الوفيات عند 29.[169]
- أبلغت أوكرانيا عن 9،946 حالة يومية جديدة و 114 حالة وفاة يومية جديدة، وبذلك يصل العدد الإجمالي إلى 732625 و 12327 على التوالي ، وقد تعافى اجمالى 345149 مريضاً.[170]

## ملخص

### الجدول الزمني
البلدان والأقاليم التي أكدت حالاتها الأولى خلال نوفمبر 2020:
| تاريخ     | البلد أو الإقليم            |
| --------- | --------------------------- |
| 9 نوفمبر  | وصلة=\|حدود ساموا الأمريكية |
| 11 نوفمبر | وصلة=\|حدود فانواتو         |
| 19 نوفمبر | وصلة=\|حدود ساموا           |

بحلول نهاية شهر نوفمبر، لم تبلغ البلدان والأقاليم التالية فقط عن أي حالات إصابة بعدوى فيروس كورونا :
أفريقيا
- سانت هيلانة وأسينشين وتريستان دا كونا

آسيا
- Christmas Island
- Cocos (Keeling) Islands
- كوريا الشمالية
- تركمانستان

أوروبا
- Svalbard

أوقيانوسيا
- جزر كوك
- كيريباتي
- ميكرونيسيا
- ناورو
- نييوي
- Norfolk Island
- بالاو
- جزر بيتكيرن
- توكيلاو
- تونغا
- توفالو